# 阿蘇警察署
阿蘇警察署（あそけいさつしょ）は、熊本県警察所管の警察署である。

## 所管区域
- 阿蘇市
- 阿蘇郡産山村

## 所在地
- 熊本県阿蘇市黒川1306番地1
- 国道57号沿い

## 沿革
- 2005年2月11日 阿蘇郡の2町1村（阿蘇町・一の宮町・波野村）が合併し、「阿蘇市」が誕生。これに伴い「一の宮警察署」から「阿蘇警察署」に名称を変更。
- 2020年8月10日 庁舎の老朽化や平成24年7月九州北部豪雨による浸水被害を受け、阿蘇市一の宮町宮地4523番地2から現在地に移転。

## 交番・駐在所・警備派出所

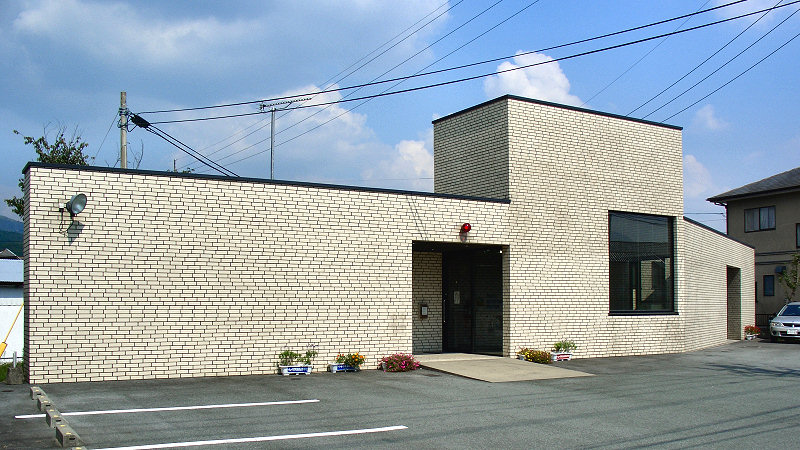
内牧交番

| 内牧交番     | うちのまき | 阿蘇市内牧1071番地10       |   |                    |                |                   |
| 波野駐在所   | なみの     | 阿蘇市波野大字小地野1058−2 |   |                    |                |                   |
| 産山駐在所   | うぶやま   | 阿蘇郡産山村山鹿575−1      |   |                    |                |                   |
| 坊中駐在所   | ぼうちゅう | 阿蘇市黒川1295番地1        |   |                    |                |                   |
| 赤水駐在所   | あかみず   | 阿蘇市赤水685番地21        |   |                    |                |                   |
| 一の宮駐在所 | いちのみや | 阿蘇市一の宮町宮地2198−1   | - | 阿蘇山上警備派出所 | あそさんじょう | 阿蘇市黒川808番地 |